# Chongqing Dockers
I Chongqing Dockers sono una squadra di football americano di Chongqing, in Cina. Hanno vinto il titolo nazionale nel 2013.

## Dettaglio stagioni

### Tornei nazionali

#### Campionato

##### AFLC
| Stagione | regular season | regular season | regular season | regular season | regular season | regular season | playoff | playoff | playoff | playoff | playoff | playoff          | playoff           |
|          | Vin            | Par            | Per            | Tot            | PF             | PS             | Vin     | Per     | Tot     | PF      | PS      | risultato        | avversaria        |
| -------- | -------------- | -------------- | -------------- | -------------- | -------------- | -------------- | ------- | ------- | ------- | ------- | ------- | ---------------- | ----------------- |
| 2013     | 2              | 0              | 0              | 2              | 46             | 12             | 2       | 0       | 2       | 42      | 22      | Campioni         | Shanghai Warriors |
| 2014     | 4              | 0              | 1              | 5              | 144            | 72             | 0       | 1       | 1       | 25      | 38      | Semifinale       | Shanghai Titans   |
| 2015     | 0              | 0              | 4              | 4              | 18             | 100            | 2       | 1       | 3       | 78      | 66      | Semifinale       | Shanghai Warriors |
| 2016     | 2              | 0              | 2              | 4              | 124            | 94             | 0       | 1       | 1       | 6       | 38      | Quarti di finale | Shanghai Titans   |
| Totale   | 8              | 0              | 7              | 15             | 332            | 278            | 4       | 3       | 7       | 151     | 164     |                  |                   |

Fonti: Enciclopedia del Football - A cura di Roberto Mezzetti

## Palmarès
- 1 CNFL[1] (2013)